# Rossio ao Sul do Tejo
Rossio ao Sul do Tejo is een plaats (freguesia) in de Portugese gemeente Abrantes en telt 2 227 inwoners (2001).